# Нойель, Андре
Андре Нойель (фр. André Noyelle, 29 ноября 1931 — 4 февраля 2003) — бельгийский велогонщик, олимпийский чемпион.
Родился в 1931 году в Ипре. В 1952 году завоевал две золотых медали на Олимпийских играх в Хельсинки и серебряную медаль чемпионата мира. С 1953 года перешёл в профессионалы, и до 1965 года выиграл много небольших гонок, ни разу не участвовав, однако, в крупных состязаниях вроде Тур де Франс или Жиро де Италия. По окончании спортивной карьеры занялся торговлей велосипедами в своём родном городе.